# マイケル・ルイス
マイケル・モンロー・ルイス（Michael Monroe Lewis、1960年10月15日 - ）は、アメリカ合衆国のノンフィクション作家・金融ジャーナリスト。著作である『ライアーズ・ポーカー ウォール街は巨大な幼稚園』（1989年）、『マネー・ボール』（2003年）はベストセラーとなり、特に『マネー・ボール』は2011年にブラッド・ピット主演で映画化された。

## 生い立ちと初期のキャリア
1960年10月15日、ルイジアナ州ニューオーリンズにて父親であるJ.トーマス・ルイスと母親であるダイアナ・ルイスの間に出生。高校卒業後、プリンストン大学へ進学し1982年に芸術史の学士号を取得した。短期間、ダニエル・ウィルデンシュタインの下で働いた後、ロンドン・スクール・オブ・エコノミクスへ進学し1985年に経済学の修士号を取得し修了。大学院修了後、ソロモン・ブラザーズに入社。ニューヨークでの新人研修後、ロンドン支社に配属され債券セールスマンとして3年間勤務する。1989年、債券セールスマンとして勤務した3年間の経験を下地に『ライアーズ・ポーカー』を執筆し作家デビューした。

## 執筆活動
債券セールスマンとして勤務した経験とモーゲージ債市場の勃興を描いた『ライアーズ・ポーカー』を1989年に発表しノンフィクション作家デビューした。2000年、ネットスケープやシリコングラフィックス、ヘルシオンを設立したことで知られるジム・クラークを題材にシリコンバレー産業を描いた『ニュー・ニュー・シング』を執筆。3年後の2003年、メジャーリーグ球団であるオークランド・アスレチックスのゼネラル・マネージャーであるビリー・ビーンを主人公に球団の戦略と成功を描いた『マネー・ボール』を発表した。『マネー・ボール』は2011年にハリウッドで映画化され、ビリー・ビーン役にブラッド・ピットが起用された。金融ジャーナリストとしては『ニューヨーク・タイムズ・マガジン』に「In Nature's Casino」と題したキャットボンドに関する記事を掲載している。2006年には、後にNFLドラフト1巡で指名されるマイケル・オアーについての物語、『ブラインド・サイド アメフトがもたらした奇蹟』を発表した。

## 私生活
ルイスは3回結婚している。1985年12月、ダイアン・デコルドバと結婚した。CNBCの特派員であったケイト・ボナーと結婚したが1995年に離婚。その後、MTVのリポーターであったタビサ・ソーレンと1997年に3度目の結婚をしている。

## 作品
- Liar's Poker: Rising through the Wreckage on Wall Street (1989年)
  - 東江一紀 訳『ライアーズ・ポーカー ウォール街は巨大な幼稚園（英語版）』角川書店、1990年11月。ISBN 978-4047911857。
  - 東江一紀 訳『ライアーズ・ポーカー』パンローリング、2005年12月17日。ISBN 978-4775970621。
  - 東江一紀 訳『ライアーズ・ポーカー』早川書房、2013年10月4日。ISBN 978-4150503949。
- Pacific Rift (1991年)
- The Money Culture (1991年)
  - 東江一紀 訳『マネー・カルチャー』角川書店、1992年8月。ISBN 978-4047912069。
- Trail Fever (1997年)
- The New New Thing: A Silicon Valley Story (2000年)
  - 東江一紀 訳『ニュー・ニュー・シング（英語版）』日経BPマーケティング、2000年8月。ISBN 978-4532163600。
- Next: The Future Just Happened (2001年)
  - 熊谷千寿 訳『ネクスト（英語版）』アスペクト、2002年6月。ISBN 978-4757209282。
- Moneyball: The Art of Winning an Unfair Game (2003年) 『マネーボール』として映画化
  - 中山宥 訳『マネー・ボール 奇跡のチームをつくった男』ランダムハウス講談社、2004年3月18日。ISBN 978-4270000120。
  - 中山宥 訳『マネー・ボール』武田ランダムハウスジャパン (RHブックス・プラス)、2006年3月2日。ISBN 978-4270100288。
  - 中山宥 訳『マネー・ボール〔完全版〕』早川書房、2013年4月10日。ISBN 978-4150503871。
- Coach: Lessons on the Game of Life (2005年)
  - 中山宥 訳『コーチ』ランダムハウス講談社、2005年5月26日。ISBN 978-4270000663。
- The Blind Side: Evolution of a Game (2006年) 『しあわせの隠れ場所』として映画化
  - 藤澤將雄 訳『ブラインド・サイド アメフトがもたらした奇蹟』武田ランダムハウスジャパン、2009年11月25日。ISBN 978-4270005385。
  - 藤澤將雄 訳『ブラインド・サイド アメフトがもたらした奇蹟』武田ランダムハウスジャパン (RHブックス・プラス)、2012年9月11日。ISBN 978-4270104231。
  - 藤澤將雄 訳『ブラインド・サイド しあわせの隠れ場所』早川書房、2015年1月23日。ISBN 978-4150504229。
- The Real Price of Everything: Rediscovering the Six Classics of Economics (2008年)
- Panic: The Story of Modern Financial Insanity (2009年)
- Home Game: An Accidental Guide to Fatherhood (2009年)
- The Big Short: Inside the Doomsday Machine. (2010年) 『マネー・ショート 華麗なる大逆転』として映画化。
  - 東江一紀 訳『世紀の空売り 世界経済の破綻に賭けた男たち』文藝春秋、2010年9月14日。ISBN 978-4163730905。
  - 東江一紀 訳『世紀の空売り 世界経済の破綻に賭けた男たち』文藝春秋 (文春文庫)、2013年3月8日。ISBN 978-4167651862。
- Boomerang: Travels in the New Third World (2011年)
  - 東江一紀 訳『ブーメラン 欧州から恐慌が返ってくる（英語版）』文藝春秋、2012年1月25日。ISBN 978-4163749006。
  - 東江一紀 訳『ブーメラン 欧州から恐慌が返ってくる』文藝春秋 (文春文庫)、2014年9月2日。ISBN 978-4167901950。
- Flash Boys: A Wall Street Revolt (2014年)
  - 東江一紀、渡会圭子 訳『フラッシュ・ボーイズ 10億分の1秒の男たち（英語版）』文藝春秋、2014年10月10日。ISBN 978-4163901411。
  - 東江一紀、渡会圭子 訳『フラッシュ・ボーイズ 10億分の1秒の男たち』文藝春秋 (文春文庫)、2019年8月6日。ISBN 978-4167913403。
- The Undoing Project: A Friendship That Changed Our Minds (2016年)
  - 渡会圭子 訳『かくて行動経済学は生まれり（英語版）』文藝春秋、2017年7月14日。ISBN 978-4163906836。
  - 渡会圭子 訳『後悔の経済学 世界を変えた苦い友情』文藝春秋 (文春文庫)、2022年2月8日。ISBN 978-4167918385。
- The Fifth Risk (2018年)
- The Premonition: A Pandemic Story (2021年)
  - 中山宥 訳『最悪の予感 パンデミックとの戦い（英語版）』早川書房、2021年7月8日。ISBN 978-4152100399。
  - 中山宥 訳『最悪の予感 パンデミックとの戦い』早川書房 (ハヤカワ文庫)、2023年1月24日。ISBN 978-4150505981。
- Going Infinite: The Rise and Fall of a New Tycoon (2023年)
  - 小林啓倫 訳『1兆円を盗んだ男 仮想通貨帝国FTXの崩壊（英語版）』日本経済新聞出版、2024年4月26日。ISBN 978-4296119998。